# The Grand National 2006
The Grand National van  2006 werd gehouden op 6 april van dat jaar tijdens de jaarlijkse Grand National meeting in het Engelse Aintree.
Voorafgaand waren er bij de bookmakers twee favorieten, te weten de winnaar van The Grand National 2005 Hedgehunter en Clan Royal. Gedurende de race bleek de debuterende jockey Niall Madden met zijn tienjarige paard Numbersixvalverde een geduchte concurrent voor de twee favorieten. 
Bij de laatste hindernis lagen de drie nog vrijwel gelijk. Numbersixvalverde kwam het best over de heg en nam op het laatste stuk naar de finish toe nog een ruime voorsprong op de concurrenten. Hedgehunter greep de tweede plaats net voor Clan Royal.
Uiteindelijk zouden negen van de veertig gestarte combinaties de finish halen.

## Resultaat
| pos | paard             | ruiter       |
| --- | ----------------- | ------------ |
| 1.  | Numbersixvalverde | Niall Madden |
| 2.  | Hedgehunter       | Ruby Walsh   |
| 3.  | Clan Royal        | Tony McCoy   |
| 4.  | Nil Desperandum   | Tommy Treacy |